# حسن باشا جزايرلي
الصدرالأعظم غازي حسن محمد باشا بن المختار جزايرلي بلابيك (أبوشنب) من الأعلام المشهورين في التاريخ العثماني، تولى منصب قبطان باشا البحرية العثمانية (أدميرال).

## نشأته
ولد عام 1713م، ترجع أصوله إلى القوقاز تحديدا جورجيا تم اسره بالقرب من الحدود الإيرانية التركية أثناء طفولته ثم بيع كعبد في رودوستو (تيكيرداغ) لصالح تاجر اسمه حجي اوصمان اغا ونشا مع أولاده  بعد اندلاع الحرب النمساوية العثمانية توقف عن التجارة مع سيده وانظم للجيش العثماني، برزت بطولاته في معركة بلغراد وبعد عودته تزوج ابنة التاجر (سيده) الذي قام بعتقه، ذهب إلى الجزائر بعد استيلائه على سفينة تجارية وانضم إلى البحرية العثمانية[بحاجة لمصدر][بحاجة لمصدر]

## إنجازاته
عين رئيسا لميناء الجزائر حيث اكتسب لقب الجزايرلي. حاول رئيس باشوات الجزائر أن يقتله ليتخلص من منافسته له فهاجر إلى إسبانيا ثم عاد إلى استانبول عن طريق إيطاليا، عين بعد ذلك صدراً أعظم للدولة العثمانية وكانت له العديد من الإنجازات مثل الانتصار في الحرب على ألمانيا ورفع المستوى المعيشي في للمناطق البعيدة وكذلك إصلاحات الشام، أظهر كفاءته العسكرية والإدارية عندما عين رئيسا لميناء الجزائر وبعد ذلك أصبح دايا للجزائر. كان معروفا عليه بالمشي رفقة الأسد وكانت له هيبة كبيرة جداً لدى سفراء الدول الاجنبية وقد أحبه سكان الجزائر والمغرب عامة بسبب عدله وقوة قوله للحق وقد أصدر في عهده قرارات غيرت مجرى التاريخ أهمها الاعتراف بالثورة الفرنسية والبريطانية والأمريكية وانتصاره في الحرب على الولايات المتحدة الأمريكية مما جعل جورج واشنطن يدفع له الجزية بقيمة 50 ألف دولار أمريكي بالإضافة لهدايا وضرائب دول أوروبا وبذلك كانت الجزائر في عهده أقوى المناطق في العالم سياسيا وعسكريا واقتصاديا.
- التحق بالبحرية العثمانية عام 1761 م وشارك بفعالية في معارك البحر المتوسط ضد الأسطول الروسي وأحرز عدة انتصارات عليهم فعين قائدا للبحرية وناظرا (أي وزيرا) لها في عام 1770 م[2]
- أصبح قائدا للجيش العثماني في روتشوك عام 1774 م. وأعيد تعيينه قائدا للبحرية مرة أخرى حيث أجرى عدة إصلاحات إدارية.[2]
- في عام 1774 م أوقف العصيان الذي حدث في سوريا من قبل أبي الذهب وأعاد الأمن إلى تلك المناطق. وفي عام 1786 م أرسل إلى الإسكندرية لوقف العصيان الذي حصل في مصر ونجح في إيقاف الخونة وعاد إلى إسطنبول عام 1787 م[2]
- أرسل قائدا للأسطول العثماني في البحر الأسود عام 1788 م ونجح في إيقاف الروس من الزحف للبحر الأسود ولكن شاعت بعض أخبار انهزامه بسبب عجزه وكبر سنه فعزله السلطان سليم الثالث ظناً بذلك لكنه تراجع عن قراره لما علم أنه هو من أشرف على المعارك وحارب الروس بنفسه.[2]
- عين واليا على الأناضول[2]
- في 29 شعبان 1204 هـ (1789 م) عينه السلطان سليم الثالث صدرا أعظم بعد انتصار الجيش العثماني ضد الروس في معركة جسر الطبق. وقد بادر الصدر الأعظم الجديد حسن باشا الجزايرلي بالذهاب إلى منطقة شومينو لقيادة الجيش العثماني حيث كانت الحرب دائرة مع الروس وانتصر فيها ولكنه مات بسبب سم زرنيخ دسه له أحد الجنود الروس في المعسكر العثماني وتوفي في شومينو في البلقان عام 1790 م[2]
- ومن مآثره العمرانية أنه أنشأ عددا من العيون والأسبلة (مشارب المياه العامة) لينتفع بها الناس في مدينة استانبول[2]

## أنظر أيضا
- قائمة قباطين البحر العثمانيين.
- قائمة الصدور العظام للدولة العثمانية.